# Ilex integra
Espèce
Classification APG III (2009)
Ilex integra, appelé communément houx à feuilles entières, est une espèce de plantes à fleurs du genre Ilex et de la famille des Aquifoliaceae.

## Description
Ilex integra peut être un arbre qui atteint 6 mètres de haut, à feuilles persistantes.
Son écorce grise est lisse. 
Ses feuilles vert foncé et coriaces sont elliptiques avec des marges entières, atteignant 8 centimètres de long et 4,5 cm de large.
Ses fleurs jaunes sont à quatre lobes, en forme de croix, jusqu'à 7 millimètres de diamètre et sont disposées en cymes. 
Son fruit est une drupe rouge, jusqu'à 12 mm de diamètre et persiste sur la plante pendant les mois d'hiver. 
Des plantes mâles et femelles doivent être plantées pour que les plantes femelles puissent produire des baies.

## Répartition
Ilex integra se trouve au Japon (Honshū, Shikoku, Kyushu), dans le sud de la Chine, à Taïwan et en Corée.
Dans son habitat naturel, des reliefs proches de la mer, il pousse dans les fourrés et les bois.
Ilex integra vient d'un climat tempéré. Il préfère les sols humides, fertiles et bien drainés ; il n'aime pas les sols humides.

## Utilisation
Ilex integra servait pour la chasse à la glu. Il est aujourd'hui une plante ornementale.

## Source de la traduction
- (en) Cet article est partiellement ou en totalité issu de l’article de Wikipédia en anglais intitulé « Ilex integra » (voir la liste des auteurs).